# Azizis

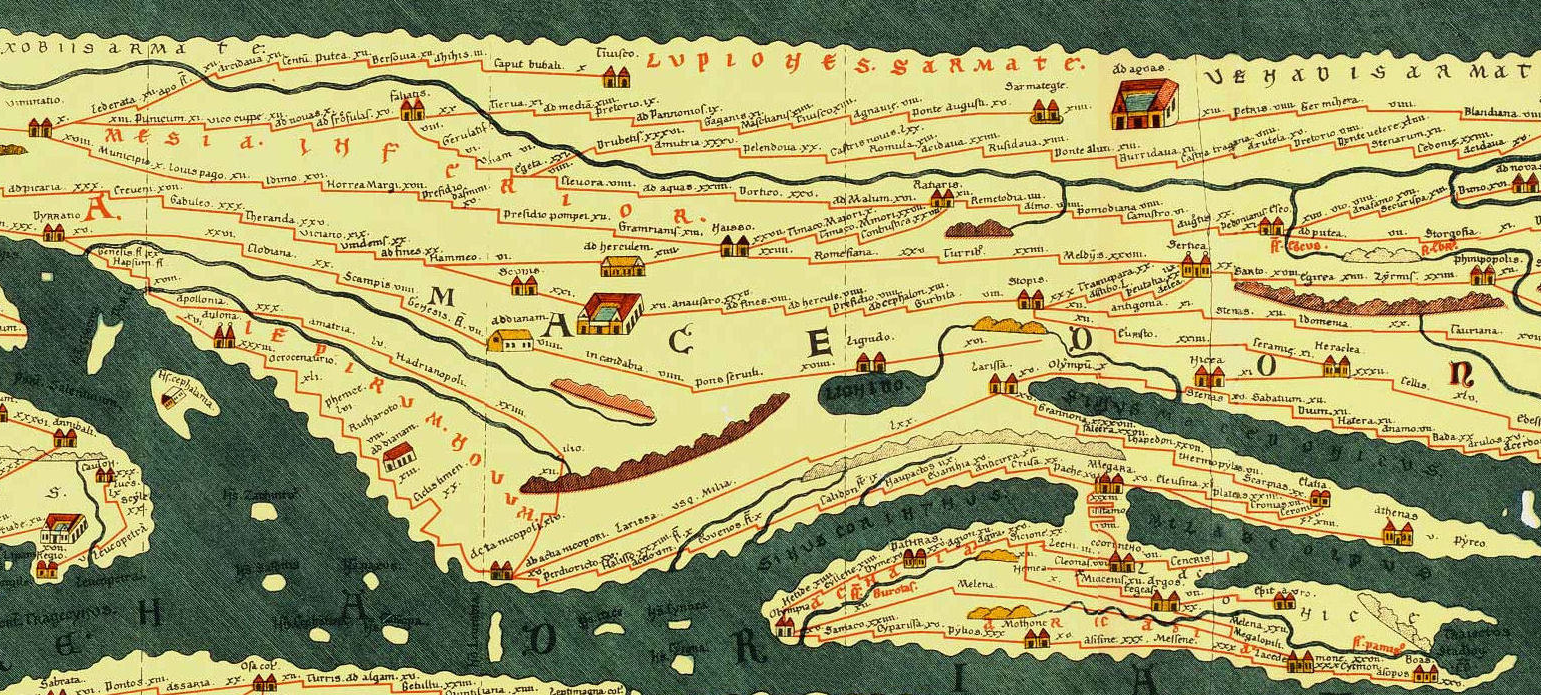
Azizis a la selecció de Dàcia romana de la Tabula Peutingeriana (angle superior esquerra)

Azizis (Aixis, Aixim, Airzis, Aizis, Azisis, Aizisis, Alzisis, Aigis, Aigizidava[*], Zizis, grec antic: Αίζισίς) va ser una ciutat dacia esmentada per l'emperador Trajà a la seva obra Dacica . Situat a Dealul Ruieni, Fârliug, Caraș-Severin, Banat, Romania.
Una frase que sobreviu de Dacica, a l'obra de gramàtica llatina de Priscian, Institutiones grammaticae, diu: inde Berzobim, deinde Aizi processimus, que significa Aleshores avançarem cap a Berzobim, al costat d'Aizi. La frase descriu l'itinerari inicial de la marxa a Dàcia per part de l'exèrcit romà Després de la conquesta romana de Dàcia, es construeix un castrum a Aizis.
També està representat a la Tabula Peutingeriana, com Azizis, en una xarxa viària romana, entre Bersòvia i Caput Bubali.

## Etimologia
El topònim Aizizi, situat al sud-oest de Dàcia té una arrel/radical que conté el "ait" bactrià, "iz" "serp" armeni o millor el "azi" armeni bactrià "ajts" "cabra". L'historiador i arqueòleg romanès Vasile Pârvan també dona el significat de "cabra".
Aquest nom daci (esmentat també per Ptolemeu com a Αίζισίς) confirma el canvi de llengua dacia del protoindoeuropeu *g a z: Αίζισίς (Ptolemeu) < *aig-is(yo) – '(lloc) amb cabres' (grec αίζ, αίγός cabra)

### Antic
- Priscian. Institutiones grammaticae (en latin).  Teubner, c. 520.

### Modern
- Pârvan, Vasile. Getica (en romanian).  București, Romania: Editura Meridiane, 1982.